# Tekken 3
Tekken 3 е третата игра на Tekken в серията за бойни видеоигри. Това беше първата игра на Namco System Hardware 12 (подобрение в сравнение с оригиналните две игри от серията Tekken, която използва System 11). Тази игра беше последната игра от поредицата за PlayStation. Играта беше пусната за PlayStation през 1998 г., а през 2005 г. за PlayStation 2 като част от опцията „История на аркадите“ в Tekken 5. Версията на PlayStation се счита за една от най-добрите игри от този тип за тази конзола.

## Геймплей
Петнадесет години след турнира King of the Iron Fist 2, Хейхачи Мишима създава Tekken Force, военна организация, която да защитава Мишима Зайбацу. Отрядът търси древен храм, разположен в Мексико. Малко след пристигането си там, Хейхати научава, че четата е унищожена от Огри. Въпреки това Хейхачи, ставайки свидетел на събитията, се стреми да залови Огре с надеждата да насочи силите си в своя полза. Скоро различни майстори на бойни изкуства от цял свят са открити мъртви. Огр е заподозрян във всичко това.
Междувременно Джун Казама (майката на Джин) живее спокоен живот в Якушима с малкия си син Джин, който се роди след събитията от предишния турнир. Той е син на Казуо и внучка (Джун) Хейхачи. Спокойният им живот обаче свършва, когато Джун започва да усеща приближаването на Огра. Джун инструктира Джин да намери Хейхати, ако нещо се случи. Известно време след петнадесетия рожден ден на Джин, Огре атакува. Джин смело се опитва да се бори с огромното божество, но врагът го удря и героят губи съзнание. Когато Джийн се събужда, той вижда, че къщата му е изгорена, а майка му е изчезнала и най-вероятно е мъртва. Джин намира частта на Дявола, която преди е била в Казуо, той я обитава, оставяйки отпечатък върху лявата си ръка. По-късно Джин заминава за Хейхачи, както поиска майка му, обяснявайки ситуацията му. Той моли да го научи да стане достатъчно силен, за да си отмъсти на Огра. Хейхати се съгласява и започва да преподава Мишима на традиционния стил на карате, също го изпраща в своята политехническа школа в Мишима.
Четири години по-късно Джин става майстор на карате в стил Мишима. На деветнадесетия рожден ден на Джин Хейхати обявява третия турнир на Iron Fist, тайно се опитва да примами Огра в него, мислейки, че голям брой силни бойци ще привлекат вниманието му, докато главният герой се подготвя за предстоящия двубой.
В края на турнира, в големия храм, Пол Феникс побеждава Огра и напуска турнира, мислейки, че е победил. Но Огре се превръща в истинската му форма на ужасен звяр и накрая Джийн се сблъсква с него. Джин се бори и побеждава демона, който умира, разпада се на частици. Но изведнъж Джина застрелва отряд от „Tekken Force“, воден от Хейхати, който вече не се нуждае от герой, лично прави последния изстрел в главата на внука си.
Джин обаче оцелява, Дяволът се събужда вътре в него, героят разпръсква бойците на „Tekken Force“, пробива Хейхати в храмовата стена. Хейхати преживява дълго падане, вдига поглед и вижда, че Джина има пернати крила и той лети.